# Purdiaea belizensis
Purdiaea belizensis là một loài thực vật có hoa trong họ Clethraceae. Loài này được (A.C. Sm. & Standl.) J.L. Thomas miêu tả khoa học đầu tiên năm 1961.